# Agus Nova Wiantara
Agus Nova Wiantara (sinh ngày 10 tháng 11 năm 1992 ở Tabanan) là một cầu thủ bóng đá người Indonesia thi đấu cho Bali United F.C. ở Liga 1 ở vị trí Trung vệ 

## Sự nghiệp quốc tế
Agus được triệu tập vào U-21 Indonesia và thi đấu ở Hassanal Bolkiah Trophy 2012, nhưng không thể vô địch sau khi thua 0-2 trước U-21 Brunei.

## Danh hiệu

### Danh hiệu quốc gia
U-21 Indonesia
- Hassanal Bolkiah Trophy Á quân (1): Hassanal Bolkiah Trophy 2012